# Saprosma corymbosum
Saprosma corymbosum är en måreväxtart som först beskrevs av Richard Henry Beddome, och fick sitt nu gällande namn av Richard Henry Beddome. Saprosma corymbosum ingår i släktet Saprosma och familjen måreväxter. Inga underarter finns listade i Catalogue of Life.